# Snobs (film 1915)
Snobs è un film muto del 1915 diretto da Oscar Apfel. È l'adattamento cinematografico dell'omonimo lavoro teatrale di George Bronson Howard, una commedia andata in scena in prima a Broadway, all'Hudson Theatre, il 4 settembre 1911
È la prima interpretazione cinematografica dell'attore teatrale Victor Moore.

## Trama
L'avvocato Phipps, per risolvere la sua disastrosa situazione finanziaria, progetta di risolverla facendo sposare sua sorella Laura a Henry Disney, un lattaio. Infatti Phipps, incidentalmente, ha scoperto che Disney è l'erede del duca di Walshire e che, oltre al titolo, entrerà in possesso di un patrimonio di venti milioni di dollari. Disney, ancora ignaro dell'eredità, viene circuito da Laura che però, non riesce a scalfire la sua resistenza, perché il lattaio è già innamorato di un'altra, la debuttante Ethel Hamilton. Quando Disney scopre di essere diventato duca, la cosa gli va alla testa e comincia a comportarsi in maniera stravagante, mettendosi a spendere a piene mani e facendosi cucire lo stemma della casata su tutti i vestiti. Ritenendo inadeguata la sua casa, prende un appartamento nell'albergo più costoso della città e, ormai non più socialmente inferiore a Ethel, organizza un ballo in suo onore. Le annuncia di amarla ma lei rimprovera sia lui che gli snob che gli stanno intorno ma che poi lo prendono in giro dietro alle spalle. Il giovane torna avvilito al suo mestiere di lattaio. Allora Ethel va da lui e accetta di insegnargli l'arte di essere un duca.

## Produzione
Il film fu prodotto dalla Jesse L. Lasky Feature Play Company.

## Distribuzione
Il copyright del film, richiesto dalla Jesse L. Lasky Feature Play, fu registrato il 3 aprile 1915 con il numero LU4917. Nei dati che accompagnano il copyright, il film ha come sottotitolo quello di A Picturization of the Society Satire.
Distribuito dalla Paramount Pictures e presentato da Jesse L. Lasky, il film uscì nelle sale cinematografiche statunitensi il 12 aprile dopo essere stato presentato a New York l'11 aprile 1915.
Copie complete della pellicola si trovano conservante negli archivi della Library of Congress di Washington.